# Guttsta Källa
Guttsta Källa AB är en svensk dryckestillverkare belägen i Kolsva i Köpings kommun.

## Historia
Guttsta Källas historia började 1895 när Lars Andersson började tillverka svagdricka ur egen brunn. År 1908 dog Lars Andersson och hustrun Hilda tog över verksamheten. Hon lyckades utveckla verksamheten, trots att det var ovanligt för kvinnor på den tiden. Med tiden utvecklades en modern läskedrycksfabrik.

## Nutid
De senaste åren producerade bryggeriet flera läskedrycker, julmust och mineralvatten i olika smaker. Nu producerar man dock endast mineralvatten. Källan är en av sju svenska källor som är godkända av Livsmedelsverket för tappning av naturligt mineralvatten.

## Varumärken
- Guttsta Källa mineralvatten
  - Naturell
  - Stilla
  - Citron
  - Åkerbär
  - Hallon/Blåbär
  - Drakfrukt/Ananas
  - Apelsin/Tranbär
  - Profilerat vatten med egen etikett
  - Ananas/Citrongräs
  - EMV
- Farmor Hildas läsk
  - Sockerdricka
  - Krusbär
  - Äpple utan socker
  - Apelsin
  - Blåbär
  - Fruktsoda
  - Smulgubbe
  - Kalasfrukt
  - Vinteräpple
  - Granatäpple-Acai
  - Hawaii (gamla Haiwa)
  - Gammeldags must
  - Gammeldags kola (gamla Portello)
  - Grape Tonic
  - Pärla
  - Persika
- Klassisk läsk
  - Julmust
  - Påskmust